# Llanesco (cràter marcià)
Llanesco és un cràter d'impacte del planeta Mart situat al nord del cràter Izendy, a 28.5° sud i 101.2° oest. L'impacte va causar un clavill de 19 quilòmetres de diàmetre arribant a una profunditat de 750 metres. El nom va ser aprovat el 1991 per la Unió Astronòmica Internacional; fent, amb un error, referència a la localitat de Llanes, Espanya.
Segons les dades de l'agència científica United States Geological Survey, l'edat d'aquesta zona i voltants estaria compresa entre els 3,8 i 1,8 bilions d'anys enrere, a entre l'Era Noeica i l'Era Hespèrica.